# Duboscia viridiflora
Duboscia viridiflora là một loài thực vật có hoa trong họ Cẩm quỳ. Loài này được (K.Schum.) Mildbr. mô tả khoa học đầu tiên năm 1922.